# Paracilicaea eupyga
Paracilicaea eupyga là một loài chân đều trong họ Sphaeromatidae. Loài này được Nobili miêu tả khoa học năm 1906.